# Nectandra ambigens
Nectandra ambigens (S.F.Blake) C.K.Allen – gatunek rośliny z rodziny wawrzynowatych (Lauraceae Juss.). Występuje naturalnie w Ameryce Centralnej. 

## Rozmieszczenie geograficzne
Rośnie naturalnie w Ameryce Centralnej – w południowej części Meksyku, w Belize, Gwatemali oraz Hondurasie. W Meksyku został zaobserwowany w stanach Veracruz, Nayarit, San Luis Potosí, Puebla, Oaxaca, Chiapas i Tabasco. 

## Morfologia
PokrójZimozielone drzewo dorastające do 35–40 m wysokości. Korona jest gęsta. Pień jest cylindryczny, prosty, z korzeniami podporowymi o długości 1–2 m. Pień osiąga do 100 cm średnicy. Kora jest łuszcząca się, z nieregularnymi i ziarnistymi łuskami oraz nie wypukłymi śladami na pniu. Ma ciemnobrązową barwę, czasami prawie czarną. Gałęzie mają szarozieloną barwę, z bladymi i wypukłymi śladami, podobnymi do tych, które znajdują się na pniu.
LiścieSą skrętoległe. Mają eliptyczny kształt. Mierzą 8–30 cm długości oraz 2,2–10 cm szerokości. Z wierzchu mają ciemnozieloną barwę i są błyszczące, natomiast od spodu mają szarą barwę. Są gładkie na obu powierzchniach. Młode liście mają barwę od różowej do czerwonawej, ale zmieniają od marca do maja przed owocowaniem rośliny. Nasada liścia jest ostrokątna. Liść na brzegu jest całobrzegi. Wierzchołek jest ostry lub tępy. Ogonek liściowy jest nagi i dorasta do 10–25 mm długości. Rozgniecione liście wydzielają intensywny aromat, podobny do zapachu awokado. W świetle widać przejrzyste gruczoły i unerwienie znajdujące się na spodzie.
KwiatySą zebrane w wiechy. Rozwijają się w kątach pędów. Dorastają do 10–18 (–25) cm długości. Płatki okwiatu pojedynczego mają eliptyczny kształt i białą lub różową barwę. Kwiaty są niepozorne – mierzą 4–7 mm. Wydzielają zapach.
OwoceMają elipsoidalny lub prawie kulisty kształt. Osiągają 14–22 (–30) mm długości oraz 12–16 (–25) mm średnicy. Powierzchnia jest szorstka i ma ciemnopurpurową barwę z jasnoczerwonym kubkiem, na którym osadzony jest owoc. Owoce są jadalne – mają słodki smak, podobny do awokado. Wewnątrz są mięsiste i mają zielonożółtawą barwę. Zawierają nasiona o jajowatym kształcie i kawowo-zielonkawej barwie. Mierzą 18–25 mm długości.

## Biologia i ekologia
Rośnie w lasach o dużej wilgotności, gdzie roczna suma opadów waha się od 1100 do 1300 mm, a średnia roczna temperatura wynosi 22–26 °C. Występuje na wysokości do 900 m n.p.m. Rośnie na podłożu wapiennym, jak i na glebach pochodzenia wulkanicznego. Kwitnie od grudnia do marca, natomiast owoce dojrzewają od kwietnia do września. Jest rośliną miododajną. 

## Zastosowanie
Gatunek ma zastosowanie jako surowiec drzewny. Jest łatwy w obróbce. Wykorzystuje się go w budownictwie wiejskim do konstrukcji domów (belki i krokwie), stołów czy też ogrodzeń. Wykonane meble są umiarkowanie dobrej jakości. Najlepsze właściwości ma drewno drzew liczących od 7 do 40 lat, o średnicy do 76 cm i wysokości do 25 m. Ponadto drewno tego gatunku wykorzystywane jest na opał.